# Klaus Kinski
Nikolaus Nakszynski (Sopot, Ciudad Libre de Dánzig, actualmente Polonia, 18 de octubre de 1926-Lagunitas, California, 23 de noviembre de 1991), también conocido como Klaus Kinski, fue un actor alemán, muy vinculado al director Werner Herzog, con quien trabajó en cinco películas. Igualmente conocido por su intenso estilo de actuación y notorio por su volátil personalidad, apareció en más de 130 papeles cinematográficos en una carrera que abarcó 40 años, de 1948 a 1988. Los papeles de Kinski abarcaron múltiples géneros, idiomas y nacionalidades, incluidos wésterns, películas de terror, películas de guerra, dramas y películas históricas.
Kinski era propenso a tener arrebatos emocionales, y a menudo violentos, dirigidos a sus directores y compañeros de reparto, problemas complicados por un historial de enfermedades mentales. Herzog lo describió como «uno de los más grandes actores del siglo, pero también un monstruo».

## Datos biográficos
Klaus Günther Karl Nakszynski nació de un matrimonio alemán en Sopot, Ciudad Libre de Dánzig (actualmente, en Polonia), en 1926. Su padre, Bruno Nakszynski, étnicamente polaco, era un cantante de ópera fallido que se convirtió en farmacéutico. Su madre, Susanne (de soltera, Lutze), era enfermera e hija de un pastor local. Klaus tenía tres hermanos mayores: Inge, Arne y Hans-Joachim.
Debido a la Gran Depresión, la familia no pudo ganarse la vida en Dánzig y se mudó a Berlín en 1931, donde también continuaron luchando con dificultades económicas. Se instalaron en un piso del distrito de Schöneberg y adoptaron la ciudadanía alemana.
Kinski fue reclutado en el ejército alemán en 1943, durante la Segunda Guerra Mundial, y movilizado a los Países Bajos en 1944. Obligado a luchar, fue herido en un brazo y capturado por soldados ingleses en 1944, permaneciendo en un campo de prisioneros de guerra en Colchester, Inglaterra, hasta 1946, donde aprendió inglés y participó en teatro improvisado destinado a mantener la moral de los prisioneros.

## Carrera artística
Al finalizar la guerra, empezó a actuar en obras de teatro con una troupe ambulante, donde adoptó el nombre artístico de Klaus Kinski. Pasó por varias compañías en pocos años porque su comportamiento poco convencional y carácter volátil lo metían en problemas regularmente. Desde 1956 empezó a cobrar fama con sus monólogos de William Shakespeare y del patriarca y prócer de los poetas malditos, François Villon, que interpretaba con una dicción impecable del alemán y con una pasión declamatoria poco tradicional a los estilos dramáticos de generaciones anteriores. Trabajó con grandes directores teatrales que inculcaron en él principios propios del teatro de la crueldad, abstracto y experimental, prohibidos durante el nazismo, y también aprendió conceptos de la teoría de la representación que utilizaría durante toda su carrera. Recorrió Austria, Alemania y Suiza con sus espectáculos, pero viviendo sin trabajo regular en Viena, Kinski se inclinó a la industria del cine, que consideró mucho más rentable. 
Poseedor de un carácter temperamental e irascible, sus actuaciones fueron verdaderamente teatrales y sus personajes psicóticos. Era además adicto sexual, de una coprolalia irrefrenable, y solía dejar a su paso una estela de enemigos personales debido a su grosería y agresividad. Una rara excepción fue Claudia Cardinale, con quien trabajó en Fitzcarraldo, pues lo recuerda cortés y atento.

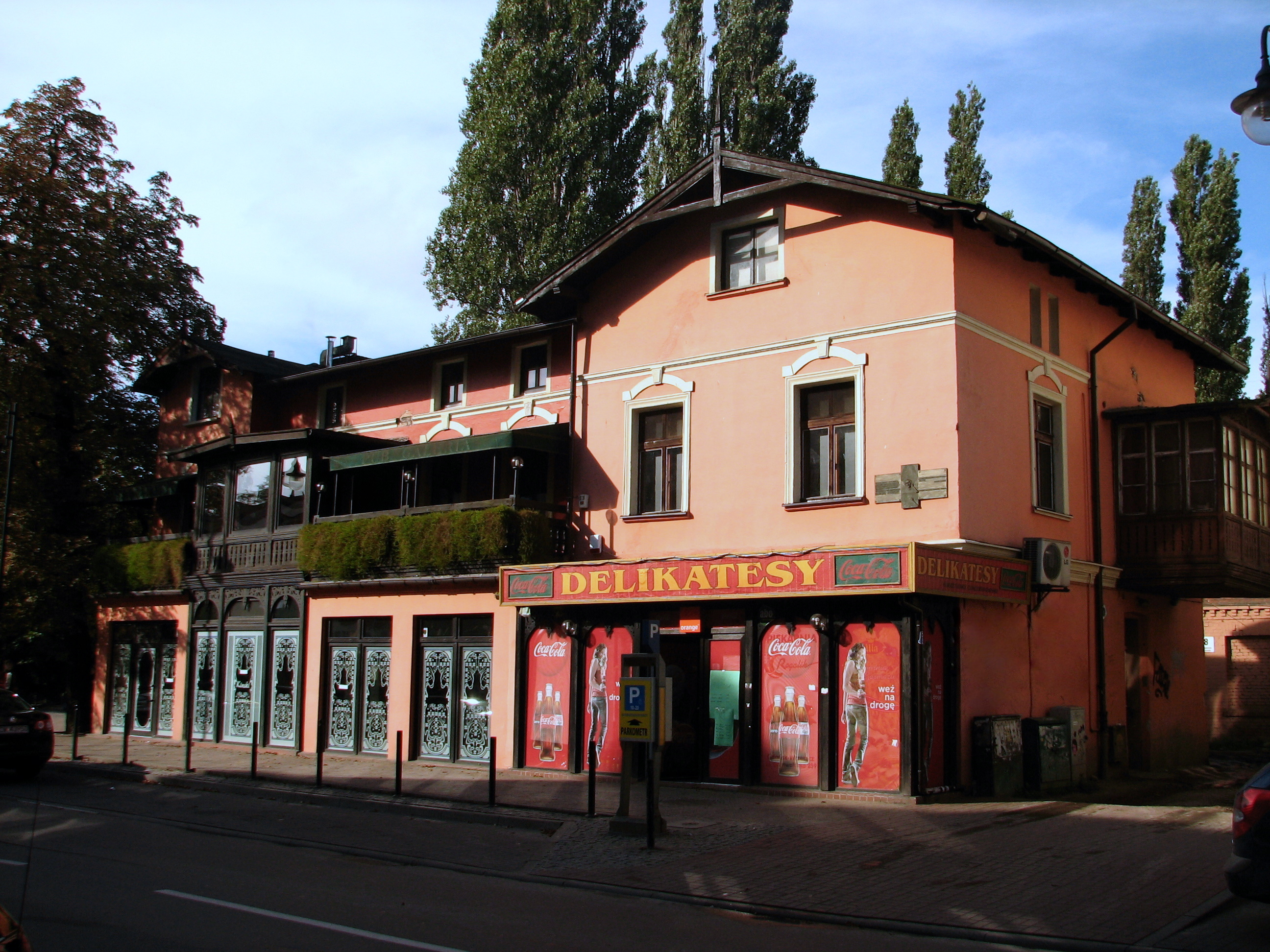
Lugar de nacimiento de Klaus Kinski en Sopot, Ciudad Libre de Dánzig, anexionada a Polonia desde 1945.

Debutó en el cine en 1948, en un pequeño papel en la película Morituri. Actuaría a lo largo de su carrera en un gran número de películas, casi todas ellas de ínfima categoría, como él mismo reconocía al no importarle las diferencias de calidad o profesionalidad para ser exigente.[cita requerida] Llegó inclusive a pensar despectivamente y tener serias dudas sobre la excelencia del arte y medios artísticos en los que se empeñaba y sospechaba ser personalmente explotado al igual que su contemporáneo Marlon Brando, de los que llegó a decir: «Soy una prostituta. Hago esta basura por el dinero, nada más».[cita requerida]
No obstante, algunas de ellas fueron películas importantes dentro de sus respectivos géneros, como Doctor Zhivago (David Lean, 1965) y Per qualche dollaro in più (Sergio Leone, 1965), en un pequeño pero impresionante papel, que le valió ser contratado después para varios spaghetti wésterns más. 
Alcanzó cierto renombre con sus papeles de psicópatas y dementes, y llegó a ser de alguna manera estereotipado para ocupar dichos roles. Su particular rostro también ayudaba en este caso.
Su participación en Paroxismus (título original, Venus in Furs), en 1969, fue el punto de encuentro con uno de los directores con los que más conectó (quizá más que con Werner Herzog), Jesús Franco. Con el director malagueño trabó una gran amistad, quizá debido a la peculiaridad de sus respectivos caracteres. El director español es uno de los pocos que recordaban con placer a Kinski, afirmando que lo prefería a él, con su locura y temperamento, antes que a Christopher Lee, por ejemplo, «demasiado señorito inglés».[cita requerida] Otras películas que Kinski realizó con Franco fueron Marqués de Sade: Justine (1969), El conde Drácula (1970) y Jack the Ripper (1976).
A principios de los años setenta, llevó a cabo una serie de polémicas presentaciones teatrales conocidas como Jesus Christus Erlöser o simplemente Jesus Tour, en las que se enfrentaba abierta y hostilmente al público, se autoproclamaba el Mesías e incitaba la reacción visceral del auditorio con toda suerte de provocaciones. Los guiones completos de sus presentaciones, así como su grabación en audio, se conservan. El momento más célebre de esta presentación se puede encontrar en el documental biográfico Mi enemigo íntimo (Mein Liebster Feind, 1999), de Werner Herzog.

### Trabajo con Herzog
La reputación internacional de Kinski se forjó gracias a sus colaboraciones con el director Werner Herzog, a quien, curiosamente, había conocido cuando Herzog era todavía un niño, pues habían compartido pensión en Múnich. Protagonizó cinco de sus largometrajes: Nosferatu, vampiro de la noche, un filme clásico de terror que alberga una de sus mejores actuaciones, en un papel hecho a su medida, Aguirre, la cólera de Dios (o Aguirre, la ira de Dios), Woyzeck, Fitzcarraldo y Cobra Verde.
Entre Herzog y Kinski siempre hubo una difícil relación profesional que se podría calificar de amor-odio y que quedó plasmada en el documental Mi enemigo íntimo, en el que Herzog afirma que ambos llegaron a planear asesinarse mutuamente. De hecho Kinski habló de Herzog de la siguiente forma:

Es un individuo miserable, se me pega como una mosca cojonera, rencoroso, envidioso, apestoso a ambición y codicia, maligno, sádico, traidor, chantajista, cobarde y un farsante de la cabeza a los pies. Su supuesto “talento” consiste únicamente en torturar criaturas indefensas y, si hace falta, matarlas de cansancio o asesinarlas. Nadie ni nada le interesa, a excepción de su penosa carrera de supuesto cineasta. Impulsado por un ansia patológica de causar sensación, provoca él mismo las más absurdas dificultades y peligros y pone en juego la seguridad e incluso la vida de otros, sólo para después poder decir que él, Herzog, ha domeñado fuerzas aparentemente insuperables. Para sus películas echa mano de personas poco desarrolladas mentalmente y de diletantes, a los que puede manejar a su antojo (¡y, supuestamente, hipnotizar!), y a los que paga un salario de hambre, y eso si les paga. El resto son tullidos y abortos de todo tipo, a fin de parecer interesante. No tiene la menor idea de cómo se hace una película. Ya ni intenta darme instrucciones. Hace tiempo que ha renunciado a preguntarme si estoy dispuesto a llevar a cabo sus aburridas chorradas, ya que le tengo prohibido hablarme.
Klaus Kinski

Ya desde un inicio, las tensiones en el tándem Herzog-Kinski habían tocado picos peligrosos y se amenazaron de muerte en repetidas ocasiones. Por otro lado, la actitud de divo de Kinski en las filmaciones le granjeó numerosos enemigos, hasta el punto de que, según Herzog, en una ocasión un jefe indio se le ofreció para matar a Kinski. El actor plasmó su rencor y resentimiento hacia Herzog en su autobiografía, en la que dice, refiriéndose a Herzog: «Sucio bastardo, que no sabe nada de cine, todo lo rodé yo, no tiene nada de cultura, es un analfabeto»; y sigue: «Le rompería la cara, le cortaría la cabeza, lo mataré con mi fusil de balines».[cita requerida] Afirma también que es un «cagado y gallina», que les tiene miedo a los indígenas y que es un cruel y vil, que maltrata a los animales y a la gente de su troupe. En fin, para completar el cuadro, hay que decir que Werner Herzog afirma que estos insultos fueron una maniobra publicitaria planeada por ambos.
La más turbulenta colaboración de Kinski con Herzog fue Cobra Verde, en la que representaba al tratante de esclavos Francisco Manoel da Silva (a) Cobra Verde. Durante el rodaje, Kinski atacó físicamente a Herzog y abandonó la filmación sin haber concluido la película. Dicho episodio terminó de romper la relación entre Kinski y Herzog.

### Después de Herzog
Luego de la ruptura definitiva entre los dos artistas, Kinski siguió interpretando papeles en filmes de muy diverso tipo. Llegó a participar incluso en Los frutos de la pasión, película X con sexo explícito, tanto de los actores (Isabelle Illiers) como del propio Klaus Kinski.
Otros filmes de esta época son Androide, La chica del tambor, Venom, Psicópata y Crawlspace. Volvió al papel de Nosferatu en Nosferatu en Venecia.
En 1985 rodó, a las órdenes del director español Fernando Colomo, El caballero del dragón. Según el director, rodar y tener que convivir con Kinski fue un infierno para todos. Tenía un carácter explosivo, un ego desmesurado y un divismo insufrible. Era antipático, liante, caprichoso e irascible con casi todo el equipo: «Solo respetaba a los gitanos (encargados de cuidar a los animales) y a Miguel Bosé».
Su última película, rodada en 1989, marcó su debut como director, guionista y hasta montador, por supuesto con él como protagonista. El título fue Kinski: Paganini, o solamente Paganini, ambicioso proyecto que en inicio pretendía ser una miniserie de 16 horas para la televisión italiana, sobre la vida del compositor y músico del mismo nombre. 
Según Herzog, Kinski le pidió que dirigiese esta cinta, pero su relación se hallaba tan deteriorada que Herzog declinó el proyecto y asumió entonces total control el impulsivo Kinski. Una vez que los responsables y productores del proyecto tuvieron acceso al material inicial que Kinski estuvo filmando, decidieron abortar el rodaje, accediendo a estrenarlo como un largometraje y ya no como teleserie. La película terminó siendo un caótico y colorido reflejo de la singular personalidad del actor y recibió críticas negativas que, unidas al fracaso económico de la cinta, terminaron por defenestrar el proyecto.
Paradójicamente, es conocido el manifiesto interés que grandes directores tuvieron por trabajar con Kinski, quien rechazó a autores como Federico Fellini, François Truffaut, Pier Paolo Pasolini, Luchino Visconti o Steven Spielberg.[cita requerida]

## Filmografía selecta
- Decision Before Dawn (1951, dirigida por Anatole Litvak)
- Tiempo de amar, tiempo de morir (1958, dirigida por Douglas Sirk)
- El vengador misterioso (1960, dirigida por Karl Anton)
- Espía por mandato (1962, dirigida por George Seaton)
- Winnetou 2. Teil (1964, dirigida por Harald Reinl)
- Estambul 65 (1965, dirigida por Antonio Isasi-Isasmendi)
- Doctor Zhivago (1965, dirigida por David Lean)
- Per qualche dollaro in più (1966, dirigida por Sergio Leone)
- Yo soy la revolución (1967, dirigida por Damiano Damiani)
- Die blaue Hand (1967, dirigida por Alfred Vohrer)
- Diamantes a gogó (1968, dirigida por Giuliano Montaldo)
- El gran Silencio (1968, dirigida por Sergio Corbucci)
- Marqués de Sade: Justine (1969, dirigida por Jesús Franco)
- Yo soy vuestro verdugo (1969, dirigida por Anthony Ascott)
- 5 para el infierno (1969, dirigida por Gianfranco Parolini)
- El conde Drácula (1970, dirigida por Jesús Franco)
- Y Dios dijo a Caín (1970, dirigida por Antonio Margheriti)
- La venganza es un plato que se sirve frío (1971, dirigida por Pasquale Squitieri)
- Aguirre, la cólera de Dios o Aguirre, la ira de Dios (1972, dirigida por Werner Herzog)
- Lo importante es amar (1975, dirigida por Andrej Zulawski)
- Jack the Ripper (1976, dirigida por Jesús Franco)
- Nuit d'or (1976, dirigida por Serge Moati)
- Mivtsa Yonatan (1977, dirigida por Menahem Golan)
- Woyzeck (1979, dirigida por Werner Herzog)
- Nosferatu, fantasma de la noche (1979, dirigida por Werner Herzog)
- Veneno (1981, película de Piers Haggard)
- Buddy Buddy (1981, dirigida por Billy Wilder)
- Fitzcarraldo (1982, dirigida por Werner Herzog)
- Creature (1985, dirigida por William Malone)
- El caballero del dragón (1985, dirigida por Fernando Colomo)
- Crawlspace (1986, dirigida por David Schmoeller)
- Cobra Verde (1987, dirigida por Werner Herzog)
- Kinski: Paganini (1989, dirigida por Klaus Kinski)
- Mi enemigo íntimo (1999, película póstuma de Kinski, dirigida por Werner Herzog)

## Vida personal
Kinski se casó tres veces. Su primera esposa fue la cantante Gislinde Kühlbeck, en 1952. La pareja tuvo una hija llamada Pola Kinski. Se divorciaron en 1955. Cinco años después, se casó con la actriz Ruth Brigitte Tocki. Su hija Nastassja Kinski nació en enero de 1961. Se divorciaron en 1971. Se casó con su tercera y última esposa, la modelo Minhoi Geneviève Loanic,  en 1971. Su hijo Nikolai Kinski nació en 1976. Se divorciaron en 1979. Según su propia autobiografía, tuvo al menos cinco hijos, de los cuales solo a tres reconoció como tales: Pola, Nastassja (con quien tuvo una relación conflictiva que terminó rompiendo el vínculo padre-hija) y Nikolai Nanhoï. Todos fueron actores.

### Personalidad
Kinski era alguien temperamental e irascible y poseía una predilección a las groserías y las maldiciones, y solía dejar a su paso una estela de enemigos personales debido a su comportamiento grosero y agresivo. 
Era además erotómano y adicto al sexo. Sus hazañas sexuales quedaron reflejadas en su autobiografía, titulada Yo necesito amor.

### Salud mental
En 1950 Kinski permaneció en un hospital psiquiátrico durante tres días porque acosó a una médica de cincuenta años y finalmente trató de estrangularla. Los registros médicos del período enumeraron un diagnóstico preliminar de esquizofrenia, pero la conclusión fue psicopatía (trastorno antisocial de la personalidad). Durante ese tiempo, Kinski se volvió incapaz de conseguir papeles en películas y, según una fuente, en 1955 intentó suicidarse dos veces.

### Acusación de abuso sexual
En una entrevista publicada en enero de 2013 en el semanario dominical alemán Bild am Sonntag, así como en un libro suyo publicado en 2013 y titulado en alemán Kindermund (La boca de los niños), Pola Kinski afirmó que su padre había abusado sexualmente de ella durante catorce años, desde los cinco hasta los diecinueve años.

## Fallecimiento

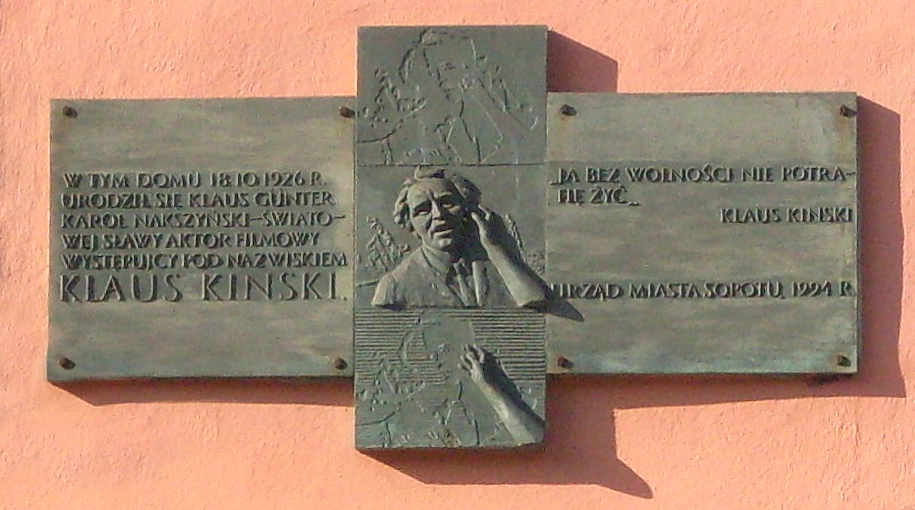
Placa conmemorativa del lugar de nacimiento de Kinski en Sopot

Klaus Kinski, que se había retirado del cine y de la vida pública en 1989, murió el 21 de noviembre de 1991, víctima de un infarto, en Lagunitas, una parcela selvática en California. Su cuerpo se incineró, y las cenizas se esparcieron sobre el océano Pacífico. De sus tres hijos, solo acudió al funeral Nikolai.[cita requerida]

## Legado
Werner Herzog, en su documental de 1999 sobre Kinski titulado Mi enemigo íntimo, afirmó que Kinski había fabricado gran parte de su autobiografía y habló de las dificultades en su relación laboral. El director David Schmoeller lanzó un cortometraje de 1999 titulado Please Kill Mr. Kinski, que examinaba las historias del comportamiento errático y perturbador de Kinski en el set de su película de 1986 Crawlspace. La película presenta imágenes detrás de escena de las diversas confrontaciones de Kinski con el director y los miembros del equipo, junto con el relato de los eventos de Schmoeller.
En 2006, Christian David publicó la primera biografía completa de Kinski, basada en material archivado recientemente descubierto, cartas personales y entrevistas con amigos y colegas del actor. Peter Geyer publicó un libro de bolsillo de ensayos sobre la vida y obra de Kinski.[cita requerida]